# Metamyobia filipalpis
Metamyobia filipalpis là một loài ruồi trong họ Tachinidae.